# ویصل رضایف
ویصل رضایف (ترکی آذربایجانی: Veysəl Rzayev؛ زادهٔ ۲۴ اکتبر ۲۰۰۲) بازیکن فوتبال است.
وی همچنین در تیم‌های ملی فوتبال تیم ملی فوتبال زیر ۱۷ سال جمهوری آذربایجان و تیم ملی فوتبال زیر ۱۹ سال جمهوری آذربایجان بازی کرده‌است.